# زنوبیولوژی
زنوبیولوژی (XB) یا زیست‌شناسی بیگانه یا ناشناخته زیر مجموعه ای از زیست‌شناسی مصنوعی است که به مطالعه سنتز و دستکاری دستگاه‌ها و سیستم‌های بیولوژیکی می‌پردازد.

## نام
نام "xenobiology" از واژه یونانی xenos گرفته شده‌است که به معنی "غریبه، بیگانه" است. زنوبیولوژی نوعی زیست‌شناسی است که (هنوز) برای علم آشنا نیست و در طبیعت یافت نمی‌شود.